# Gia Jordan
Gia Jordan (Andover, Massachusetts; 13 de mayo de 1981) es una actriz pornográfica y fotógrafa de la revista AVN. Es de ascendencia inglesa, alemana, irlandesa, italiana y pakistaní.

## Premios
- 2005 Premios AVN nominada – Mejor Escena Jocosa – Gothsend
- 2005 Premios AVN nominada – Mejor Escena de Sexo Grupal (Video) – Tails From the Toilet[3]